# 상호 배제

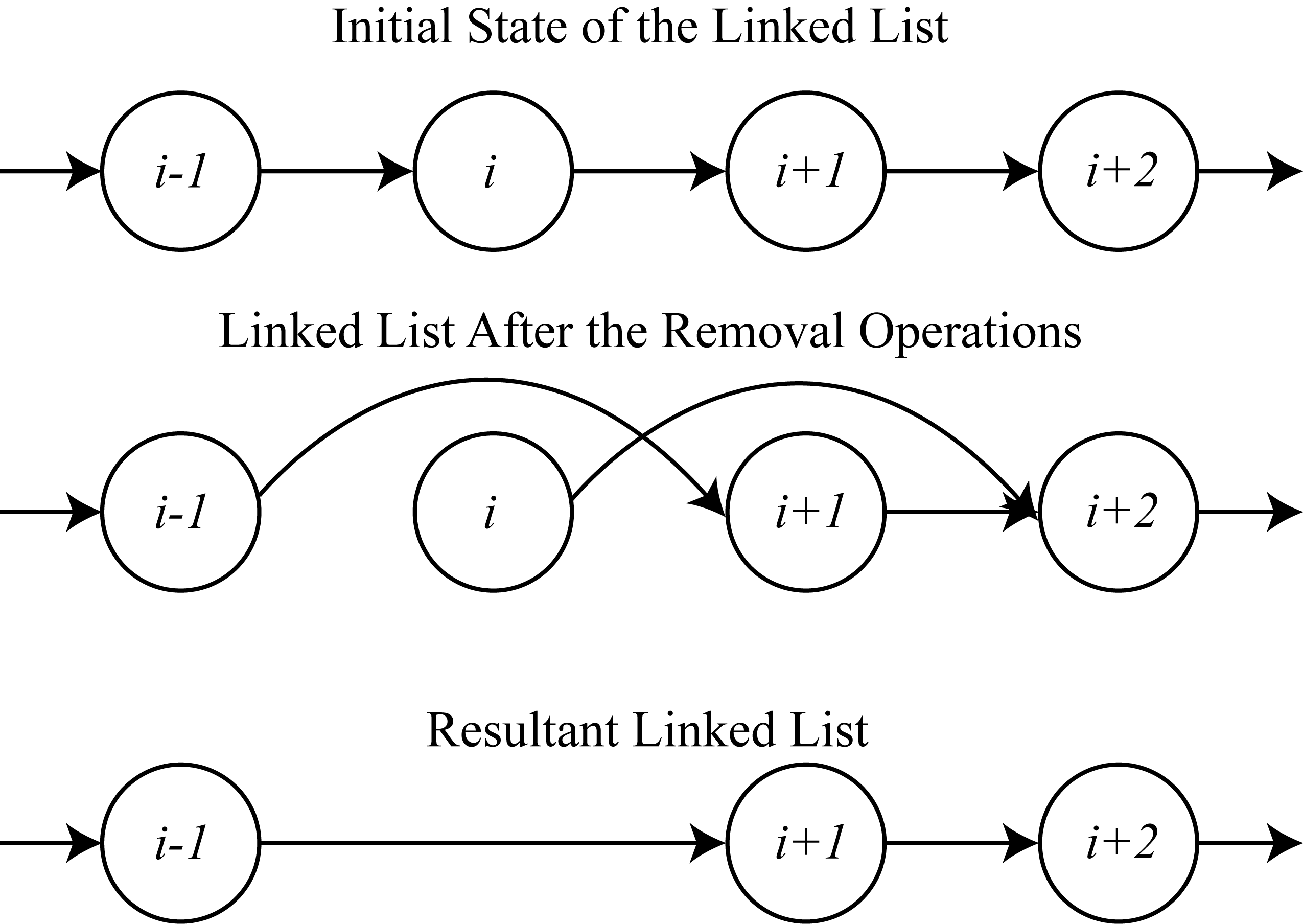
두 개의 노드 i와 i + 1이 동시에 제거되면 노드 i + 1은 제거되지 않는다.

상호 배제(相互排除, mutual exclusion, Mutex, 뮤텍스)는 동시 프로그래밍에서 공유 불가능한 자원의 동시 사용을 피하기 위해 사용되는 알고리즘으로, 임계 구역(critical section)으로 불리는 코드 영역에 의해 구현된다.
공유 불가능한 자원의 예로는 동시에 실행되고 있는 프로그램간의 통신에 사용되는 비트 단위의 깃발, 계수기, 큐 등이다. 문제는 스레드가 언제라도 정지되거나 시작될 수 있다는 것이다.
예) 프로그램의 일부분이 여러 단계를 거치면서 데이터를 읽고 쓰고 있다고 하자. 그런데 예상치 못한 사건 등에 의해 다른 스레드가 동작하기 시작했다. 첫 번째의 스레드가 쓰고 있는 영역에서, 이 두 번째의 스레드가 또 다른 작업을 시작한다면, 해당 영역의 값은 부적절하며 예상할 수 없는 상태에 놓이게 된다. 게다가 두 번째의 스레드가 값을 덮어 써버리기라도 한다면, 복구 불가능한 상태로 되고 만다. 그러므로 공유 데이터를 접근하는 프로그램 내부의 이른바 임계 구역이라는 부분은 홀로 수행되도록 보호되어야 하며, 다른 스레드가 동일한 부분의 프로그램을 수행해서 동일한 공유 데이터를 접근하는 것을 막아야 한다.
단일 프로세서 시스템에서, 상호 배제를 구현하는 가장 단순한 방법은 인터럽트를 억제해서 공유 데이터가 손상되는 것을 막는 것이다. 성능에 최소한의 영향을 주기 위해 인터럽트가 발생하지 않을 명령어 집합의 수는 가능한 최소로 유지시키는 것이 좋다.
상호배제를 처음으로 소프트웨어를 통해 해결한 사람은 네덜란드 수학자 데커(Dekker)이며 그 알고리즘을 데커의 알고리즘이라 한다.
상호배제는 교착상태의 4가지 필요조건 중 하나이다.

## 같이 보기
- 선형화가능성
- 동시성 제어
- 식사하는 철학자들 문제
- 배타적 논리합
- 세마포어
- 스핀락